# Alter-Real
L'Alter-Real è un cavallo molto elegante, utilizzato nell'alta scuola e meno diffuso come monta. È affine all'andaluso e al lusitano. Il Portogallo è il suo paese di origine.

## Dati storici
Il luogo di origine della razza Altér Real è il Portogallo. Più precisamente la razza prende il nome dal luogo in cui venne creata, nel 1748: la cittadina denominata “Altér do Chão” nella provincia portoghese di “Alentejo”. Nell'allevamento reale di “Vile de Portel” furono selezionate circa 300 fattrici andaluse che furono incrociate con stalloni di razza Lusitano creando lo standard di razza. L'obiettivo era quello di creare una scuderia nazionale di cavalli di razza con attitudini prettamente da Alta Scuola d'Equitazione. Nel 1760 gli standard di razza ben definiti e stabilizzati ne facevano un cavallo ambito nella quasi totalità delle corti reali dei paesi europei.
Al tempo di Napoleone Bonaparte si rischiò di perdere la razza in purezza a causa di dissennati incroci con razze quali: il Normanno e l'Hannover - con intenti di utilizzo bellico anche da tiro; l'Arabo e il Purosangue inglese per avere un cavallo per uso sportivo con l'intento di utilizzo nei concorsi ippici.
Si deve all'intervento di un amante dei cavalli, nel 1942 il signor Ruy de Andrade, con soli due stalloni acquistati nel 1938, il recupero dello standard in assoluta purezza.
L'Altér Real è un cavallo di interesse nazionale, il marchio di razza, impresso sul quarto posteriore, una corona che sormonta le lettere dell'acronimo "AR" per l'appunto l'“Altér Real”.

## Caratteristiche
Per descrivere questo cavallo facciamo riferimento ad una serie di "caratteri morfologici" quali:
| Caratteristica     | Descrizione                                                                                                  |
| ------------------ | --- |
| Altezza al garrese | dai 152 cm. - ai 163 cm.                                                                                     |
| Testa              | la fronte è larga, il profilo è leggermente camuso (corto e schiacciato), le orecchie sono piccole           |
| Collo              | è muscoloso ed anche piuttosto corto, naturalmente eretto durante il movimento, è importante e ben attaccato |
| Garrese            | in rilievo                                                                                                   |
| Criniera           | è fitta ed abbondante                                                                                        |
| Coda               | è lunga e fitta ha l'attaccatura bassa                                                                       |
| Mantello           | sempre baio sia chiaro che scuro                                                                             |
| Carattere          | è intelligente, pronto ad apprendere, docile, equilibrato e vivace                                           |
| Spalla             | ha una buona angolazione                                                                                     |
| Arti               | l'articolazione delle giunture e dei garretti è possente e corretta, gli stinchi sono sottili, è atletico    |
| Zoccoli            | sono corretti                                                                                                |
| Tipo               | è meso-dolicomorfo (allungato e stretto)                                                                     |
| Peso               | 500 - 550 kg.                                                                                                |

## Curiosità
Napoleone Bonaparte tentò di migliorare la razza incrociandola con hannover, purosangue e arabi. Il risultato fu disastroso, perché la razza venne quasi distrutta.